# Ume Kenjirō

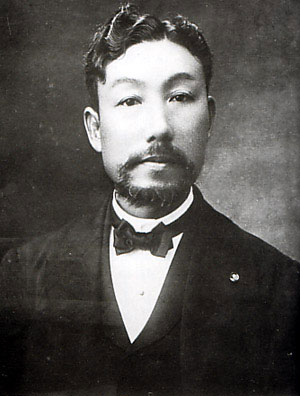
Ume Kenjirō

Ume Kenjirō (japanisch 梅 謙次郎; * 7. Juni 1860 in Matsue; † 26. August 1910 in Seoul) war ein japanischer Rechtsgelehrter der Meiji-Ära, Mitgründer der Hōsei-Universität und Mitverfasser des japanischen BGB.

## Leben und Wirken
Ume Kenjirō wurde 1860 als zweiter Sohn eines Arztes in Matsue geboren. Nach dem Besuch der Fremdsprachenschule Tokyo und der Rechtsschule des japanischen Justizministerium, ging Ume 1875 mit Unterstützung des japanischen Bildungsministeriums nach Frankreich und studierte dort an der juristischen Fakultät in Lyon. Nach dem Erlangen des Doctorat en Droit mit seiner Dissertation „De la transactions en droit romain et dans l'ancien droit français“ im Jahre 1889, ging Ume für ein Jahr nach Deutschland und besuchte dort an der Universität Berlin Kurse in Jura. 1890 kehrte er nach Japan zurück und wurde Professor der rechtswissenschaftlichen Fakultät der Kaiserlichen Universität Tokio.
1893 wurde Ume Kenjirō im Zuge des Kodifizierungsstreites zwischen der vom französischen Recht geprägten Rechtsschule des japanischen Justizministeriums und der vom englischen Recht geprägten Universität Tokyo über den Boissonadischen Entwurf zum japanischen BGB in die neu gebildete Zivilrechts-Kommission berufen. Deren Entwurf für ein japanisches BGB trat 1896 (allgemeine Teil, Sachen- und Schuldrecht) und 1898 (Familien- und Erbrecht) in Kraft.